# Klasický heavy metal
Classic metal, někdy nazývaný jako klasický heavy metal nebo tradiční heavy metal  je klíčový metalový žánr, který popisuje heavy metal předtím, než se vyvinul a rozštepil na jednotlivé podžánry a styly". Classic metalové skupiny jsou typicky charakteristické rychlou basou, ne tak rychlými, těžkými, riffy, dlouhými kytarovými sóly, vysoko položeným zpěvem a hymnickými texty. Je poněkud volné tento žánr definovat, zahrnuje totiž všechno od popovějších glam metalových skupin (Mötley Crüe, Kiss), agresivnějších speed/thrash metalových (Metallica, Megadeth) k power metalovým (Helloween, Manowar, Hammerfall) a NWOBHM skupinám (Iron Maiden, Motörhead, Judas Priest). Dalšími známými skupinami classic metalu jsou i Black Sabbath, Led Zeppelin, Accept nebo Deep Purple.

## Terminologie
Původní kratší a přesnější název pro tento žánr je "heavy metal", ale jak poznamenává Michka Assayas ve své knize "Dictionary of Rock", pojem "heavy metal" může mít různé významy. Může se tak označovat původní styl, ale také se může použít v širším smyslu jako obecné označení všech metalových odnoží. Kvůli odlišení se proto používá pojem "tradiční heavy metal" či "klasický metal". Aby se vyhnuli případné nejednoznačnosti, někteří autoři, jako Sharpe Young, používají pojem "heavy metal" pouze jako označení původního stylu, a pojem "metal" jako označení celého žánru, včetně odnoží. Také britský autor Paul Du Noyer používá pojem heavy metal výhradně v souvislosti s původním stylem.
Assayas dává do pozornosti také další dvojznačnost při používání pojmu "heavy metal" a poznamenává, že za určitých okolností se používá jako synonymum pro hard rock (především v USA), i když hard rock a heavy metal jiní pokládají za dva rozdílné žánry.Tento názor sdílejí autoři jako Ian Christe a Robert Walser. Christe považuje tvorbu hardrockových kapel jako AC/DC, Queen, Led Zeppelin nebo Deep Purple za heavy metal v původním smyslu. Naproti tomu jiní autoři, například Garry Sharpe Youngnebo Paul Du Noyer ve své hudební encyklopedii, odmítají takové označení pro tyto skupiny. Sharpe Young, Rob Halford a Sam Dunn připisují původ heavy metalu výlučně Black Sabbath, kteří ve své tvorbě pominuly prvky blues. Rob Halford tvrdí, že "Black Sabbath jednoznačně vynalezli heavy metal. Četl jsem spoustu článků a podobně, jako při hledání původu jdou stále více do hloubky. Je to jakoby tito autoři chtěli najít pramen, něco na způsob Dr. Livingstona a hledání pramene Nilu. Ale jak pravověrný metalový muzikant vám mohu říci, že ten pramen je Black Sabbath."

## Charakteristické znaky
Autoři jako Paul Du Noyer, Garry Sharpe Young a Andrew Cope připouštějí, že heavy metal a hard rock mají mnoho společného, ale tvrdí, že heavy metal se od hard rocku odlišuje eliminováním bluesového vlivu.Čili, původní heavy metal se vyznačoval riffy ve středním až rychlém rytmu, agresivními basovými linkami, řinčícími kytarovými riffy, složitými kytarovými sóly, čistými vokály (často ve vysokých výškách) a hymnickými refrény. Další významným a novátorským rysem tradičního heavy metalu je využívání zdvojených sólových kytar průkopníky jako Scorpions a Judas Priest.
Používání zdvojených sólových kytar dosáhlo svého vrcholu na konci 80. let, kdy se tímto rysem vyznačovalo mnoho kapel, mezi jinými například Accept.

## Motivy textů
Jak tvrdí učenci David Hatch a Stephen Millward, tradiční heavymetalové skupiny jako Black Sabbath a mnohé skupiny, které inspirovali, se ve svých textech zaměřují "na temnou a krušnou podstatu věcí, v míře do té doby nebývalé v jakékoliv formě populární hudby." jako příklad uvádějí druhé album Black Sabbath "Paranoid" z roku 1970, které obsahovalo "skladby pojednávající o osobních problémech -, Paranoid a, Fairies Wear Boots '(popisující stinnou stránku užívání drog) - jakož i skladby týkající se širších souvislostí, jako například, War Pigs '(jejíž název mluví sám za sebe - znamená "Válečné svině") a, Hand of Doom'." Ve své další skladbě "Electric Funeral" se Black Sabbath věnují hrozbě jaderné války. Podobně se touto tematikou zabývali Iron Maiden ve skladbě 2 Minutes to Midnight a Ozzy Osbourne v písni "Killer of Giants".
Nedílnou součástí tohoto druhu hudby jsou podivné, fantastické texty, vyvolávající rozptýlení. Například texty kapely Iron Maiden často v sobě nesou znaky bájosloví, krásné literatury a poezie; k takovým písním patří např. "Rime of the Ancient Mariner" ("Píseň o starém námořníkovi"), založená na stejnojmenné básni Samuela Taylora Coleridge. Mezi další ukázkové příklady patří: "The Wizard" od Black Sabbath a "Dreamer Deceiver" od Judas Priest.

## Významní interpreti
Reference dokládají důležitost následujících kapel v rámci žánru:
| - Accept - Armored Saint - Black Sabbath - Diamond Head - Dio - Deep Purple - Iron Maiden | - Judas Priest - King Diamond - Manowar - Motörhead - Ozzy Osbourne - Queensrÿche | - Raven - Saxon - Scorpions - Tank - U.D.O. - Warlock - W.A.S.P. |

### Další významní interpreti zařazovaní do tradičního heavy metalu
Následující interpreti bývají často zařazováni do hard rocku nebo glam metalu, ale někteří autoři je občas řadí k tradičnímu heavy metalu.
| - AC/DC - Alice Cooper - Blue Cheer - Blue Öyster Cult | - Budgie - Def Leppard - Quiet Riot | - Kiss - Skid Row - Trust - Van Halen |